# Estádio do Mar
Estádio do Mar – stadion piłkarski w Matosinhos, w Portugalii. Został otwarty 1 stycznia 1964 roku. Może pomieścić 9730 widzów. Swoje spotkania rozgrywają na nim piłkarze klubu Leixões SC.